# 이승주 (물리학자)
이승주(李承柱, 1948년 1월~)는 대한민국의 물리학자이자 대학 교수이다.
서울대학교를 졸업하고 도미 유학한 뉴욕 주립 대학교 출신 박사이며 그 후에 프린스턴 대학교에서 박사후과정 연구생활을 하였다. IUPAP 반도체 위원회 위원(2005-20011)을 2회 역임하였고 또한 그 후에 IUPAP 반도체 위원회 부위원장(2011-2014)(영어)  을 맡고있으며, 미국 물리학회의 종신 석학회원이다.

## 학력
- 1970년 육군사관학교 26기 이학사
- 1971년 육군포병학교 졸업
- 1974년 서울대학교 물리학과 학사
- 1975년 육군공병학교 졸업
- 1975년 육군보병학교 졸업
- 1977년 서울대학교 대학원 물리학과 반도체물리학전공 이학석사
- 1981년 미국 뉴욕 주립 대학교 버펄로 이학박사

## 경력
- 1974년 육군사관학교 교관
- 1999년 육군 준장 진급
- 연세대학교 교수
- 동국대학교 교수
- 프린스턴 대학교 박사후과정
- 프린스턴 대학교 연구교수
- IUPAP 반도체 위원회 위원 및 부위원장